# وسام ناسا للخدمة الاستثنائية
وسام ناسا للخدمة الاستثنائية (بالإنجليزية: NASA Exceptional Service Medal)‏‏ هي ميدالية تُمنح من قبل ناسا. تأسست في 1 مايو 1957.